# 革命エントランス
『革命エントランス』（かくめい - ）はJeeptaの2枚目のアルバム。2010年9月29日にpure:infinityから発売された。

## 概要
メジャー初及びドラムの小笠原大悟加入以後のオリジナル・アルバム。アルバムタイトルの由来は「目指す未来のために、それを一旦壊しても新しい成長へ進んでいく」という待ち受ける未来への宣戦布告のアルバムにしたためである。

## 批評
CDジャーナルは、「哲学的な深みを持った歌」「このバンドの特性がバランス感をよく表現されている」と評している。

## 収録曲
（全作詞：石井卓、編曲：Jeepta）
1. 「ID:」 [2:43]
作曲：石井卓
2. 日進月歩 [3:46]
作曲：石井卓
3. 理想郷 [4:56]
作曲：石井卓
4. 革命エントランス [4:24]
作曲：石井卓
5. Highway Monster [4:22]
作曲：石井卓
6. 執筆未遂 [6:00]
作曲：choro・石井卓
7. たとえば [3:52]
作曲：石井卓
8. エキスパートナー [4:39]
作曲：石井卓
9. まどい [3:27]
作曲：サトウヒロユキ・石井卓
10. cycle time [4:37]
作曲：石井卓
11. When You Wish Upon a Wind -Unedited Version- [5:50]
作曲：石井卓